# مارتن كرو
مارتن كرو (بالإنجليزية: Martin Crowe)‏ (و. 1962 – 2016 م) هو لاعب كركيت من نيوزيلندا .

## التعليم
تعلم في مدرسة أوكلاند الثانوية

## جوائز
حصل على جوائز منها:
- عضو رتبة الإمبراطورية البريطانية
- Wisden Cricketer of the Year.

## روابط خارجية
- مارتن كرو على موقع إي آس بي آن كريك إنفو (الإنجليزية)
- مارتن كرو على موقع قاعة نيوزيلندا للمشاهير الرياضية (الإنجليزية)